# 熱帶夜
熱帶夜在日本氣象廳的用語裡，是指夜間的最低氣溫在攝氏25度以上。在熱帶夜時，因為炎熱而導致失眠的事件往往不少。
受到近年全球变暖的影響，熱帶夜的日數正在不斷增加。例如：東京的熱帶夜天數，在1930年代到1940年代之間，大約為每年10天以下，但在1990年代以後，每年30至40天也不是什麼新鮮事。日本氣象廳 （页面存档备份，存于）
- 熱帶夜平均天數推算

|               | 東京都千代田區 | 大阪府大阪市 |
| ------------- | -------------- | ------------ |
| 1931年-1935年 | 7.6天          | 11.0天       |
| 1936年-1940年 | 6.4天          | 8.6天        |
| 1941年-1945年 | 9.8天          | 12.0天       |
| 1946年-1950年 | 6.4天          | 7.4天        |
| 1951年-1955年 | 12.0天         | 15.0天       |
| 1956年-1960年 | 12.8天         | 19.8天       |
| 1961年-1965年 | 14.0天         | 29.2天       |
| 1966年-1970年 | 15.8天         | 32.5天       |
| 1971年-1975年 | 14.8天         | 23.8天       |
| 1976年-1980年 | 17.2天         | 27.4天       |
| 1981年-1985年 | 24.2天         | 30.6天       |
| 1986年-1990年 | 23.4天         | 30.4天       |
| 1991年-1995年 | 28.8天         | 37.6天       |
| 1996年-2000年 | 30.4天         | 39.0天       |
| 2001年-2005年 | 29.4天         | 44.6天       |

- 日本主要城市的熱帶夜的平均天數

|                  | 1941年-1970年 | 1971年-2000年 | 2001年-2005年 |
| ---------------- | ------------- | ------------- | ------------- |
| 北海道札幌市     | 0.0天         | 0.1天         | 0.0天         |
| 宮城縣仙台市     | 0.1天         | 0.8天         | 1.0天         |
| 東京都千代田區   | 11.8天        | 23.1天        | 29.4天        |
| 新潟縣新潟市     | 4.4天         | 8.4天         | 11.4天        |
| 靜岡縣靜岡市     | 4.4天         | 8.4天         | 13.6天        |
| 愛知縣名古屋市   | 3.3天         | 12.8天        | 23.0天        |
| 大阪府大阪市     | 18.9天        | 31.5天        | 44.6天        |
| 廣島縣廣島市     | 7.4天         | 16.8天        | 31.0天        |
| 香川縣高松市     | 6.4天         | 12.1天        | 32.4天        |
| 福岡縣福岡市     | 14.2天        | 26.8天        | 38.0天        |
| 鹿兒島縣鹿兒島市 | 15.7天        | 35.8天        | 59.0天        |
| 沖繩縣那霸市     | 74.1天        | 89.8天        | 103.8天       |

※全日最低氣溫(0:00至24:00)在25℃以上的天數

## 超熱帶夜
2006年至現在，最低氣溫在攝氏30度以上的夜晚，官方的用詞是「超熱帶夜」。

測得最低氣溫在30℃以上的地點
- 全日最低氣溫（0:00至24:00）在30℃以上
  - 30.4℃　東京都千代田區（2013年8月11日）
  - 30.1℃　富山縣富山市（2000年7月31日）
- 晚間最低氣溫（21:00至09:00）在30℃以上的主要例子（※當日的全日最低氣溫）
  - 31.5℃　石川縣金澤市（1990年8月22日～8月23日）※26.8℃
  - 30.2℃　大阪府大阪市（1991年7月25日～7月26日）※26.2℃
  - 30.1℃　東京都千代田區（2004年7月20日～7月21日）※29.6℃

## 關聯項目
- 夏季
- 氣溫
- 氣象
- 天氣預報
- 全球暖化